# Stuvenborn
Stuvenborn là một đô thị ở huyện Segeberg, bang Schleswig-Holstein Segeberg, ở bang Schleswig-Holstein, Đức. Đô thị Stuvenborn có diện tích 7,97 km², dân số thời điểm ngày 31 tháng 12 năm 2006 là 907 người.